# Джозеф, К.Т.
К. Т. Джозеф (англ. K. T. Joseph; 15 октября 1932, Пинанг — 22 апреля 2013, Куала-Лумпур) — малайзийский ученый-почвовед, педагог. Полное имя Каниатхра Томас Джозеф (англ. Kanianthra Thomas Joseph). Адепт Сирийской православной церкви.

## Краткая биография
Окончил среднюю школу в Пинанге и Университет Западной Австралии (1956). В 1956—1957 гг. занимался по «Плану Коломбо» в Аделаидском университете, где защитил магистерскую диссертацию. Звание доктора философии им получено в 1971 г. в Редингском университете (Англия), где он защитил под научным руководством профессора Э. У. Рассела диссертацию «Остаточный фосфат в кислых малайских почвах». В 1960 −1972 гг. работал сначала преподавателем, а затем старшим преподавателем в Университете Малайя, в 1972—1975 гг. создал и возглавил инженерный отдел почвенных вод Малайзийского института сельскохозяйственных исследований и развития (MARDI). В 1976 г. стал заведующим кафедры почвоведения географического департамента Университета. В 1980 г. получил звание профессора, а в 2004 г. — почетного профессора.

## Научная деятельность
Профессор К. Т. Джозеф являлся мировым авторитетом в области оптимизации воды и земельных ресурсов во влажных тропиках, разработал оригинальный метод оценки земель для этой экологической зоны. Он участвовал в подготовке таблицы Энтони Янга «Почвенные катены в тропиках», опубликованной в монографии «Тропические почвы» (издательство Кембриджского университета, 1976). Он был первым, кто продемонстрировал эффект крупномасштабного осушения пиритовых грязей, вызывающих широкое подкисление. Имеет более 80 публикаций.

## Награды
- Звание Почётного профессора Университета Малайя (2004)

## Основные публикации
- The reconnaissance soil survey of Kedah. [Kuala Lumpur, Malaysia], National government publication [Division of Agriculture], [1965]
- Climate, soil and crop production in the humid tropics. Kuala Lumpur [New York] Oxford University Press, 1970 (совместно с C. N Williams)
- Residual phosphate in acid Malayan soils. University of Reading. Department of Soil Science. Reading, 1971.
- Potential of Peat for agriculture Serdang : Institute Penyelidikan dan Kemajuan Pertanian, 1974 (совместно с W Y Chew, T H Tay)
- Table of Soil Catenas in the Tropics // Anthony Young. Tropical Soils and Soil Survey. Cambridge: Cambridge University Press, 1976 (второе издание 2010)
- The pigeon pea: a promising grain legume for the drought prone areas of Malaysia. Malaysia Institut Penyelidikan dan Kemajuan Pertanian Serdang: Mardi, 1976 (совместно с Boon Lian Kho);
- Sains pertanian baru. Kuala Lumpur: Fajar Bakti, 1976 (совместно с C N Williams и Kassim Ismail).
- Soils, land use and society: an inaugural lecture delivered at the University of Malaya on Friday, December 19, 1980 Kuala Lumpur : University of Malaya, 1980.
- Proceedings of the Conference on Classification and Management of Tropical Soils, 1977, Kuala Lumpur Kuala Lumpur, Malaysia : Malaysian Society of Soil Science, 1980
- Iklim, tanah dan pengeluaran tanaman di kawasan tropika lembap. Petaling Jaya: Fajar Bakti, 1983. (совместно с C. N Williams)
- The State of nature conservation in Malaysia. Malayan Nature Society, 1991 (совместно с др.)
- Glimpses of the Past: The University at Pantai Valley University of Malaya Press, 2009 (совместно с Abu Bakar bin Abdul Hamid)
- Royal Professor Ungku A. Aziz: The Renaissance Man University of Malaya Press: 2010 (совместно с Hashim Yaacob, Abu Bakar Abd Hamid, Azizah Hamzah)
- Hashim Yaacob: mestika embun, insan seribu upaya Kuala Lumpur : Utusan Publications & Distributors Sdn. Bhd., 2013 (совместно с Abu Bakar bin Abdul Hamid и Azizah Hamzah)

## Память
- Abu Bakar bin Abdul Hamid, Hashim Yaacob, Azizah Hamzah. K.T. Joseph: a Malaysian at heart. A life story of Emeritus Professor Dr. K.T. Joseph. Linggi, Negeri Sembilan Darul Khusus, Malaysia: Sahz Holdings Sdn. Bhd., 2016.